# Röder (Familienname)
Röder oder Roeder ist ein deutscher Familienname.

## Namensträger

### A
- Adam Röder (Politiker, 1858) (1858–1937), deutscher Politiker (Zentrum)
- Adam Röder (Politiker, 1869) (1869–1935), deutscher Politiker (BVP)
- Adolf Röder (1904–1983), deutscher Maler
- Albrecht von Roeder (1811–1857), deutsch-amerikanischer Soldat und Farmer
- Alexander Röder (Theologe) (* 1960), deutscher Theologe
- Alexander Röder (Biathlet) (* 1982), deutscher Sommerbiathlet
- Andreas Röder (1873–1948), dänischer Kunsthistoriker, siehe Andreas Røder
- Annette Roeder (* 1968), deutsche Illustratorin und Autorin
- Antje Röder (* 1978), deutsche Beachvolleyballspielerin
- Axel Roeder (* 1941), deutscher Forstwissenschaftler

### B
- Bernd Röder (* 1942), deutscher Basketballspieler und -trainer
- Berndt Röder (* 1948), deutscher Politiker (CDU)
- Brigitte Röder (Prähistorikerin) (* 1961), deutsch-schweizerische Prähistorikerische Archäologin
- Brigitte Röder (Psychologin) (* 1967), deutsche Psychologin
- Britta Röder (* 1967), deutsche Schriftstellerin

### C
- Carl Röder (Maler) (1852–1922), deutscher Maler
- Carl Röder (Bildhauer) (1854–1922), deutscher Bildhauer und Lithograf
- Carl Gottlieb Röder (1812–1883), deutscher Musikverleger
- Christian Friedrich Röder (1827–1900), deutscher Dichter und Sänger
- Christoph von Röder (1618–1679), preußischer Obermarschall
- Christoph Ernst von Roeder (1694–1754), deutscher Oberst
- Constanze Roeder (* 1953), deutsche Schauspielerin, Kabarettistin und Moderatorin

### D
- Daniel Röder (* 1972), deutscher Jurist
- David Röder (* 1994), deutscher Schauspieler
- Diether Roeder von Diersburg (Offizier, 1851) (1851–1922), deutscher Generalleutnant
- Diether Roeder von Diersburg (Offizier, 1882) (1882–1918), deutscher Marineoffizier
- Dietrich von Roeder (1861–1945), deutscher General der Infanterie
- Dora Labhart-Roeder (1897–1992), Schweizer Rechtsanwältin

### E
- Edgar Röder (* 1936), deutscher Diplomat
- Elke Christina Roeder (* 1966), deutsche Politikerin (SPD)
- Emil Röder (1860–1942), bayerischer Generalmajor
- Emy Roeder (1890–1971), deutsche Zeichnerin und Bildhauerin
- Enno Röder (1935–2019), deutscher Skilangläufer
- Erhard Ernst von Röder (1665–1743), deutscher Generalfeldmarschall
- Ernst Roeder (Schriftsteller) (1862–1897), deutscher Schriftsteller und Redakteur
- Ernst Röder-Messell (* 1969), deutscher Jurist und Ministerialbeamter
- Ernst Friedrich Roeder (1820/1821–1889), deutscher Buchhändler
- Eugen von Röder (Politiker) (Eugen von Roeder; 1808–1888), deutscher Politiker
- Eugen Maximilian von Roeder (1782–1844), preußischer Generalleutnant
- Eva Röder (Malerin) (1925–2014), deutsche Malerin, Grafikerin und Galeristin
- Eva Röder (Schauspielerin) (* 1946), deutsche Schauspielerin

### F
- Ferdinand Röder (1807–1880), deutscher Schauspieler, Regisseur und Theaterleiter
- Franz Röder (Karnevalist) (Amadeus Gänsekiel; 1916–1999), deutscher Karnevalist
- Franz-Josef Röder (1909–1979), deutscher Politiker (CDU)
- Friedrich von Röder (Bibliothekar) (1803–1855), deutscher Bibliothekar
- Friedrich Röder (Philologe) (1808–1870), deutscher Philologe, Lehrer und Politiker
- Friedrich Adrian Dietrich von Roeder (1730–1802), deutscher Generalleutnant
- Friedrich Erhard von Röder (1768–1834), deutscher General der Kavallerie
- Friedrich Wilhelm von Roeder (1719–1781), deutscher Generalmajor
- Friedrich Wilhelm Heinrich von Roeder (1775–1833), deutscher Landrat
- Fritz Roeder (1906–1988), deutscher Neurochirurg und Hochschullehrer

### G
- Georg Röder (Richter) (1819–1896), deutscher Richter und Politiker
- Georg Röder (Maler) (1867–1958), deutscher Maler
- Georg Valentin Röder (1776–1848), deutscher Komponist und Musiker
- Georg Wilhelm Röder (1795–1872), deutscher Lehrer und Autor
- Gisela Röder (1936–2016), deutsche Gebrauchsgrafikerin und Buchillustratorin
- Glenn Roeder (1955–2021), englischer Fußballspieler und -trainer
- Günther Roeder (1881–1966), deutscher Ägyptologe
- Günther Roeder (Maler) (1946–2015), deutscher Maler, Gerichtszeichner und Karikaturist
- Gustav von Roeder (1805–1878), deutscher Jurist
- Gustav Röder (1862–1900), deutscher Baumeister und Architekt

### H
- Hans Roeder (Schriftsteller) (1859–1945), deutscher Schriftsteller
- Hans Röder (Soziologe) (* 1933), deutscher Soziologe
- Hans Röder (Schiedsrichter) (* 1935), deutscher Fußball-Schiedsrichter
- Hans-Jürgen Röder (* 1946), deutscher Journalist
- Heinrich Roeder (1866–1939), deutscher Internist und Neurologe, siehe Roederbehandlung
- Heinrich Röder (1897–1954), deutscher Architekt, Maler und Bildhauer
- Heinrich von Roeder (General, 1742) (1742–1821), preußischer Generalmajor
- Heinrich von Roeder (General, 1804) (1804–1884), preußischer General der Infanterie
- Heinrich von Roeder (Landrat) (* 1910), deutscher Landrat
- Heinz Röder (* 1935), deutscher Fußballspieler
- Helene von Roeder (* 1970), deutsche Managerin und Investmentbankerin
- Helmut Röder (1938–2012), deutscher Künstler
- Hermann von Roeder (1797–1857), deutscher Generalmajor
- Hermann Roeder (Pädagoge) (1853–1907), deutscher Lehrer, Verfasser von Schulbüchern
- Hermann Roeder (Politiker) (1856–1941), deutscher Kommunalpolitiker
- Hermann Röder (Unternehmer) (1874–nach 1920), deutscher Brauereiunternehmer
- Hermann Roeder (Pilot) (1892–1937), deutscher Pilot
- Hermann Roeder (Jurist) (1898–1978), österreichischer Jurist, Sachbuchautor und Hochschullehrer
- Horst Röder (* 1933), deutscher Sportwissenschaftler

### I
- Immanuel Röder (1916–1940), deutscher evangelischer Kriegsdienstverweigerer im Nationalsozialismus

### J
- Johann Albrecht von Roeder (* um 1745; † 1788), preußischer Landrat
- Johann Christoph Röder (1729–1813), deutscher Bergmeister
- Johann Dietrich von Roeder (1672–1748), deutscher Hofbeamter und Richter
- Johann Michael Röder, deutscher Orgelbauer
- Johann Paul Röder (1704–1766), deutscher Historiker und Geistlicher
- Jorge Roeder (* 1980), peruanischer Jazzmusiker
- Josef Röder (Architekt) (1862–1900), deutscher Architekt der Neugotik
- Josef Röder (Archäologe) (1914–1975), deutscher Archäologe und Ethnologe
- Judith Röder (* 1978), deutsche Politikerin
- Julian Röder (* 1981), deutscher Fotokünstler
- Julius von Röder (1798–1881), deutscher Richter und Verwaltungsjurist
- Julius von Roeder (1808–1889), preußischer Generalleutnant
- Julius Röder (Archivar) (1891–1943/1974), böhmischer Archivar und Heimatforscher

### K
- Karl von Roeder (General) (1787–1856), deutscher Generalleutnant
- Karl Röder (Politiker, 1852) (1852–1932), deutscher Politiker (DP), MdL Württemberg
- Karl Röder (1854–1922), deutscher Bildhauer und Lithograf, siehe Carl Röder (Bildhauer)
- Karl von Roeder (Landrat) (1865–1940), deutscher Verwaltungsbeamter
- Karl Röder (Politiker, 1870) (1870–1946), deutscher Politiker (SPD), MdL Anhalt
- Karl Röder (Ingenieur) (1881–1965), deutscher Maschinenbauingenieur
- Karl Roeder (Journalist) (1890–1975), deutscher Journalist und Schriftsteller
- Karl Christoph Roeder von Diersburg (1789–1871), deutscher Maler
- Karl David August Röder (1806–1879), deutscher Jurist
- Karlheinz Röder (* 1931), deutscher Tierarzt, Psychotherapeut und Autor
- Karl-Heinz Röder (1935–1991), deutscher Jurist und Rechtswissenschaftler
- Katja Röder (* 1975), deutsche Autorin
- Kenneth David Roeder (1908–1979), britischer Zoologe
- Klaus Röder (Gitarrenbauer) (* 1937), deutscher Gitarrenbauer
- Klaus Röder (Musiker) (auch Klaus Roeder; * 1948), deutscher Komponist, Musiker und Musikpädagoge
- Klaus Röder (Filmemacher) (* 1960), deutscher Filmemacher
- Konrad von Roeder (1833–1900), deutscher Landrat

### L
- Ludwig Röder (1917–1993), deutscher Dichter, Schriftsteller und Astrologe
- Lukas Röder (* 1993), deutscher Filmregisseur und Drehbuchautor

### M
- Magdalena Hedwig Röder (1656–1687), deutsche Malerin
- Manfred Roeder (Generalrichter) (1900–1971), deutscher Militärrichter zur Zeit des Nationalsozialismus
- Manfred Roeder (Rechtsextremist) (1929–2014), deutscher Rechtsanwalt, Terrorist und Holocaustleugner
- Maria Röder (1903–1985), deutsche Frauenrechtlerin und Justizopfer
- Marik Roeder (* 1989), deutscher Animationskünstler
- Marlene Röder (* 1983), deutsche Schriftstellerin
- Martin Röder (* 1952), deutscher Unternehmer, gründete nach 1989 das Gelenkwellenwerk Stadtilm und leitete es bis 2018 erfolgreich
- Matthias Röder (Badminton) (* um 1957), deutscher Badmintonspieler
- Matthias Röder (Schachspieler) (* 1966), deutscher Schachspieler
- Matthias Röder (Kanute) (* 1972), deutscher Kanute
- Max Roeder (1866–1947), deutsch-römischer Landschafts- und Architekturmaler sowie Radierer
- Michel Roeder (* 1971), deutscher Architekt und Hochschullehrer

### O
- Olaf von Roeder (* 1960), deutscher Offizier der Bundeswehr
- Oliver Röder (* 1983), deutscher Koch
- Oskar Röder (1862–1954), deutscher Tierarzt
- Otto Röder (1823–1900), deutscher Bergbauunternehmer

### P
- Paul Röder (Maler) (1897–1962), deutscher Maler
- Paul Roeder (Komponist) (1901–1962), deutscher Komponist und Arrangeur
- Peter Röder (Manager) (* 1960), deutscher Versicherungsmanager
- Peter Martin Roeder (1927–2011), deutscher Erziehungswissenschaftler
- Petra Röder (1969–2018), deutsche Autorin
- Philipp Röder (Politiker) (Johann Friedrich Christian Philipp Röder; 1791–1866), deutscher Politiker, MdL Hessen
- Philipp Roeder von Diersburg (1801–1864), deutscher Generalleutnant und Schriftsteller
- Philipp Ludwig Hermann Röder (1755–1831), deutscher Geistlicher und Reiseschriftsteller

### R
- Regine Röder-Ensikat (1942–2019), deutsche Grafikerin, Kinderbuchillustratorin und Schriftstellerin
- René Röder (* 1962), deutscher Fußballspieler
- Richard Roeder (1875–1953), deutscher Arzt und Sozialhygieniker
- Robert G. Roeder (* 1942), US-amerikanischer Biochemiker
- Rudolf Röder (Politiker) (1883–1937), Vizepräsident der Handwerkskammer Oldenburg und Mitglied des Oldenburgischen Landtags
- Rudolf Röder (Dirigent) (vor 1930–1975), deutscher Dirigent und Chorleiter
- Rudolf Röder (SS-Mitglied) (1902–1991), deutscher SS-Hauptsturmführer
- Rudolf Röder (Übersetzer), Übersetzer
- Rudolf Oebsger-Röder (1912–1992), deutscher SS-Obersturmbannführer und Geheimdienstmitarbeiter

### S
- Seda Röder (* 1980), türkische Pianistin
- Sonja Röder (* 1964), deutsche Schriftstellerin

### T
- Theodor Röder (?–1885), deutscher Sänger und Schauspieler
- Theodor Roeder (vor 1900–nach 1945), deutscher Unternehmer, Fabrikant, Wehrwirtschaftsführer, Leiter der Gemeinschaft Schuhe
- Thomas Röder (* 1950), deutscher Musikwissenschaftler
- Tillmann Roeder (1937–2007), deutscher Verleger
- Tilmann J. Röder (* vor 1976), deutscher Jurist

### V
- Victor von Röder (1841–1910), Zoologe

### W
- Werner Röder (1938–2016), deutscher Historiker und Archivleiter
- Wilhelm Roeder (Bildhauer) (1882–1926), deutscher Bildhauer
- Wilhelm Röder (Politiker) (1894–1961), österreichischer Politiker (SPÖ), Bürgermeister von Krems an der Donau
- Wilhelm von Roeder (1907–1972), deutscher Brigadegeneral
- Wolfgang Roeder (1926–1993), deutscher Sänger und Humorist